# White City (Kansas)
White City és una població dels Estats Units a l'estat de Kansas. Segons el cens del 2000 tenia 518 habitants.

## Demografia
Segons el cens del 2000, White City tenia 518 habitants, 218 habitatges, i 149 famílies. La densitat de població era de 161,3 habitants/km².
Dels 218 habitatges en un 34,4% hi vivien nens de menys de 18 anys, en un 56,4% hi vivien parelles casades, en un 9,2% dones solteres, i en un 31,2% no eren unitats familiars. En el 27,5% dels habitatges hi vivien persones soles el 15,1% de les quals corresponia a persones de 65 anys o més que vivien soles. El nombre mitjà de persones vivint en cada habitatge era de 2,38 i el nombre mitjà de persones que vivien en cada família era de 2,91.
Per edats la població es repartia de la següent manera: un 26,8% tenia menys de 18 anys, un 6,4% entre 18 i 24, un 28,2% entre 25 i 44, un 21,8% de 45 a 60 i un 16,8% 65 anys o més.
L'edat mediana era de 37 anys. Per cada 100 dones de 18 o més anys hi havia 101,6 homes.
La renda mediana per habitatge era de 36.136 $ i la renda mediana per família de 39.423 $. Els homes tenien una renda mediana de 29.000 $ mentre que les dones 18.000 $. La renda per capita de la població era de 14.603 $. Entorn del 5,7% de les famílies i el 7,2% de la població estaven per davall del llindar de pobresa.

## Poblacions més properes
El següent diagrama mostra les poblacions més properes.